# ID (TV-program)
ID, frågesport på Kanal 5 efter samma format som Identity. Det hade premiär 20 augusti 2007. Programledare var Hans Fahlén. Hasse Brontén, Lea Björkman och Åsa Nilsonne medverkade som expertpanel.